# Сарны (Львовская область)
Сарны (укр. Сарни) — село в Яворовской городской общине Яворовского района Львовской области Украины.
Население по переписи 2001 года составляло 372 человека. Занимает площадь 1,439 км². Почтовый индекс — 81037. Телефонный код — 3259.

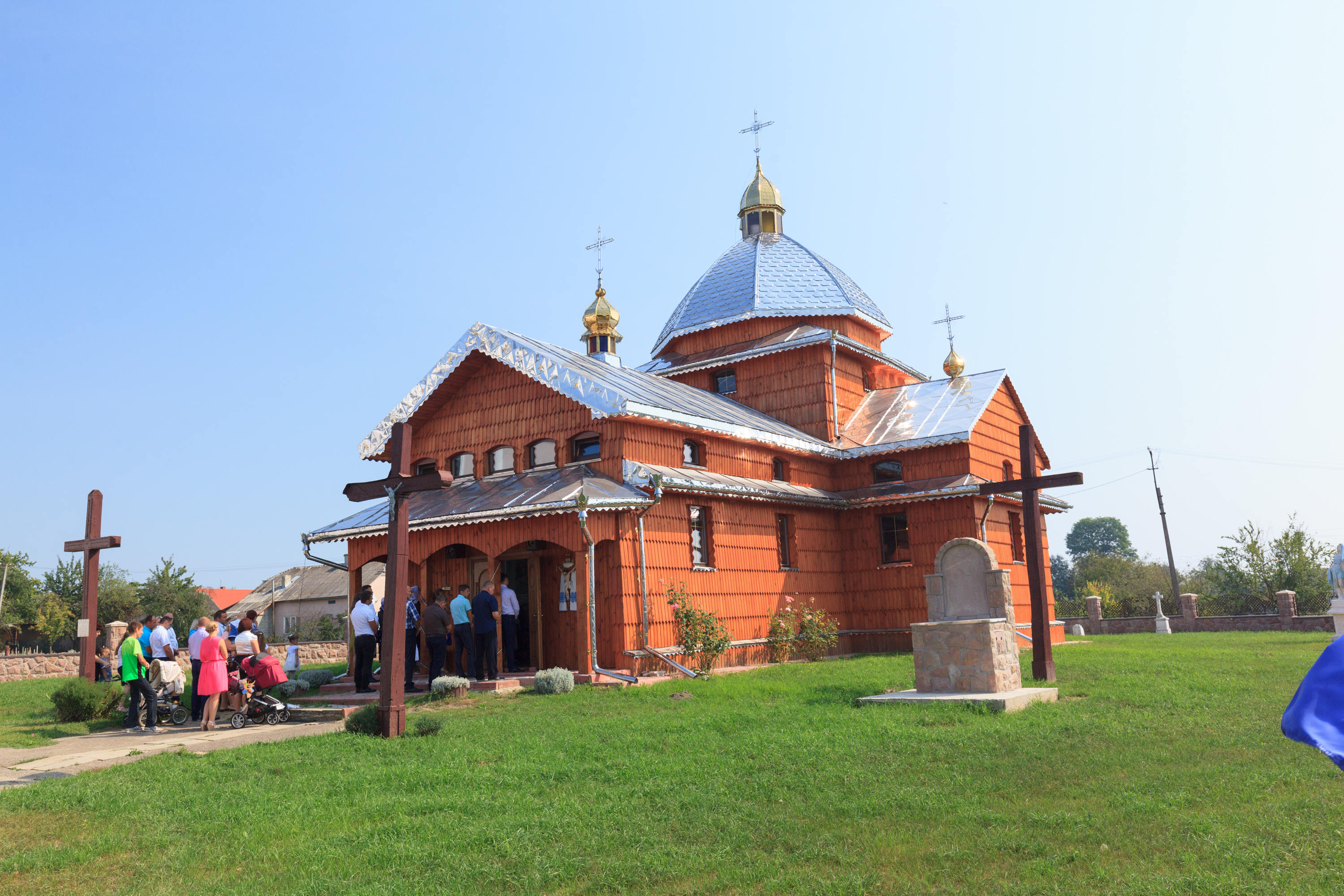
Церковь Ильи-пророка, 1909